# Fonction plate

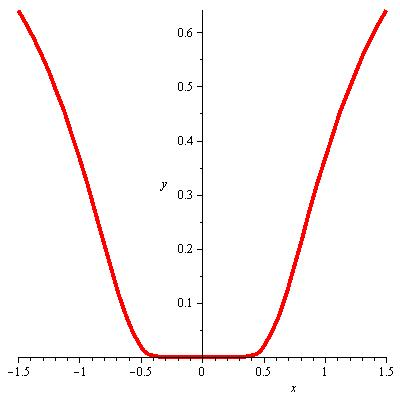
La fonction est plate en.

En mathématiques, en particulier en analyse réelle, une fonction plate est une fonction réelle qui comporte au moins un point où toutes les dérivées sont nulles.
Une fonction plate en {\displaystyle x_{0}} n'est pas analytique en {\displaystyle x_{0}} sauf si elle est constante dans un voisinage de {\displaystyle x_{0}} (puisqu'une fonction analytique doit être égale à la somme de sa série de Taylor).
Un exemple de fonction plate en 0 est la fonction telle que {\displaystyle f(0)=0} et {\textstyle f(x)=\mathrm {e} ^{-1/x^{2}}} pour {\displaystyle x\neq 0.}
La fonction peut être plate en plus d'un point. Trivialement, les fonctions constantes sur {\displaystyle \mathbb {R} } sont plates partout. Mais il existe également d’autres exemples, moins triviaux ; par exemple, la fonction telle que {\displaystyle f(x)=0} pour {\displaystyle x\leq 0} et {\textstyle f(x)=\mathrm {e} ^{-1/x^{2}}} pour {\displaystyle x>0.}

## Exemples
- La fonction définie par

{\displaystyle f(x)={\begin{cases}\mathrm {e} ^{-1/x^{2}}&{\text{si }}x\neq 0\\0&{\text{si }}x=0\end{cases}}}
est plate en {\displaystyle x=0}. Il s'agit donc d'un exemple de fonction régulière non analytique. L'aspect troublant de cet exemple est partiellement expliquée par le fait que son extension aux nombres complexes n'est en fait pas différentiable.

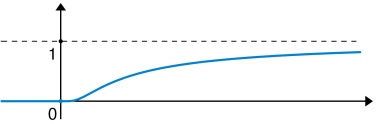
Tracé de la fonction g.

- La fonction définie sur la droite réelle :

{\displaystyle g(x)={\begin{cases}\exp(-1/x)&{\text{ si }}x>0,\\0&{\text{ si }}x\leq 0,\end{cases}}}
est également plate en {\displaystyle x=0}